# Фааа (аэропорт)

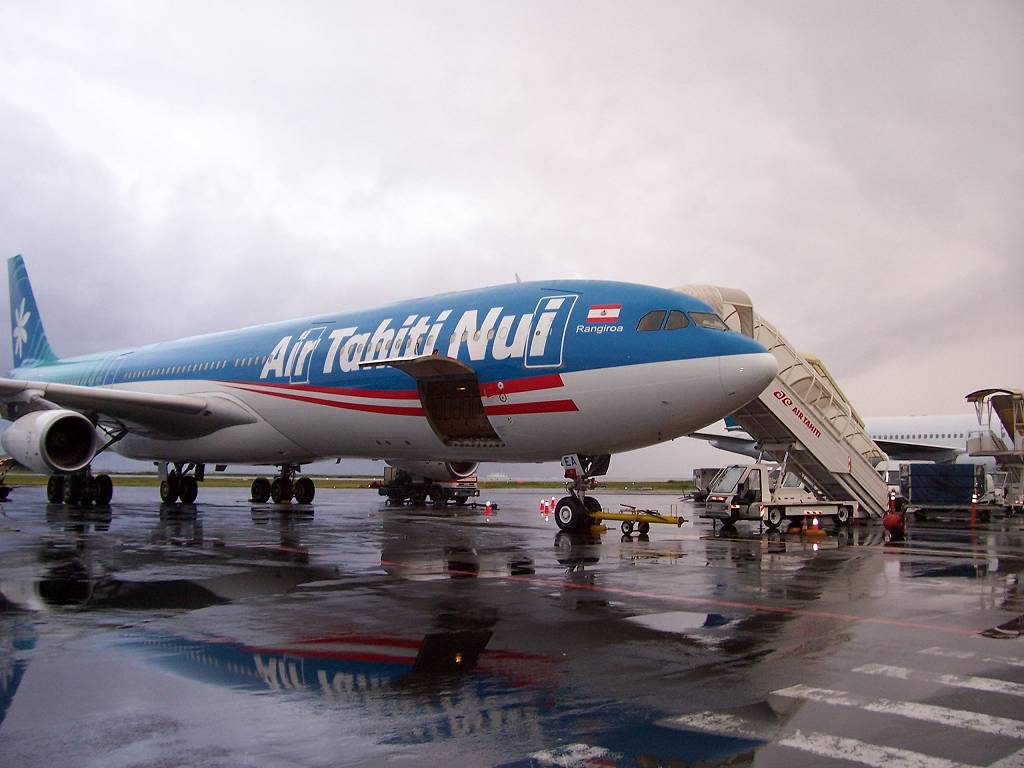
Airbus A340-300 авиакомпании Air Tahiti Nui в Международном аэропорту Фааа

Международный аэропорт Фааа, также известный как Международный аэропорт Таити Фааа (фр. Aéroport International Tahiti Faa'a, ИАТА: PPT, ИКАО: NTAA) — гражданский аэропорт, расположенный на территории коммуны Фааа в пяти километрах к западу-юго-западу от центра столицы Французской Полинезии города Папеэте (Таити). Единственный аэропорт Французской Полинезии, принимающий международные авиарейсы.
Вследствие ограниченности территории, пригодной для аэропортового комплекса, значительная часть порта построена на месте осушенных земель кораллового рифа.
Международный аэропорт Фааа эксплуатирует одну взлётно-посадочную полосу длиной в 3420 метров, размеры которой позволяют принимать крупные гражданские и военные самолёты.

## Статистика
Данные из запроса в Викиданные.

## Авиапроисшествия и несчастные случаи
- 13 июля 1973 года, рейс 816 Аэропорт Окленд — Фааа — Международный аэропорт Лос-Анджелес авиакомпании Pan American World Airways, самолёт Boeing B-707-321B (регистрационный номер N417PA). Через тридцать секунд после взлёта из Международного аэропорта Фааа лайнер потерял управление и упал в океан. Погибли 78 из 79 человек, находившихся на борту самолёта[2].
- 12 сентября 1993 года, рейс 72 авиакомпании Air France, самолёт Boeing 747-428. При разбеге на взлётно-посадочной полосе лайнер уткнулся носом в коралловый риф на торце ВПП и частично погрузился в воду. О пострадавших не сообщалось[3].
- 24 декабря 2000 года, рейс 481 авиакомпании Hawaiian Airlines, самолёт DC-10-10-10. При выполнении посадки в Международном аэропорту Фааа лайнер промахнулся мимо центральной оси ВПП и сошёл с полосы. Инцидент закончился благополучно для всех находившихся на борту самолёта[4].